# Borja Galán
Borja Galán González (Madrid, 26 de abril de 1993) es un futbolista español que juega de centrocampista en el GKS Katowice de la Ekstraklasa.

## Biografía
En julio de 2018 llegó cedido a la A. D. Alcorcón por dos temporadas tras desvincularse del Deportivo de La Coruña después de dos años en su filial.
En febrero de 2020 fue cedido al Racing de Santander de la Segunda División hasta el final de la temporada. En septiembre del mismo año regresó al Deportivo de La Coruña para jugar en la Segunda División B después de ejercer la opción de repescarlo.
El 31 de agosto de 2021 se incorporó a la Unión Deportiva Logroñés que militaba en la Primera División RFEF. Rescindió su contrato el 12 de enero de 2022 y, al día siguiente, firmó con el Hércules C. F. para lo que quedaba de temporada más una opcional.
El 15 de enero de 2023 fichó por el Odra Opole de Polonia. En una temporada y media en este equipo marcó trece goles en los 48 partidos que disputó. No fue el único equipo del país en el que jugó, ya que a finales de junio de 2024 se unió al GKS Katowice.

## Clubes
| Club                                | País    | Año       |
| ----------------------------------- | ------- | --------- |
| Atlético de Madrid "B"              | España  | 2012-2015 |
| Getafe C. F. "B"                    | España  | 2015-2016 |
| R. C. Deportivo de La Coruña Fabril | España  | 2016-2018 |
| A. D. Alcorcón                      | España  | 2018-2019 |
| R. C. Deportivo de La Coruña        | España  | 2019-2021 |
| Racing de Santander (cedido)        | España  | 2020      |
| U. D. Logroñés                      | España  | 2021-2022 |
| Hércules C. F.                      | España  | 2022      |
| Odra Opole                          | Polonia | 2023-2024 |
| GKS Katowice                        | Polonia | 2024-     |